# 8753 Ніктікоракс
8753 Ніктікоракс (8753 Nycticorax) — астероїд головного поясу, відкритий 24 вересня 1960 року. Названо на честь птаха Nycticorax nycticorax.
Тіссеранів параметр щодо Юпітера — 3,553.